# Achtbaantrein
Een achtbaantrein is een voertuig dat bestaat uit één of meerdere wagens en gebruikt wordt om rijdend op of hangend aan een achtbaan de passagiers te vervoeren. In tegenstelling tot de 'gewone' trein maken de meeste achtbanen geen gebruik van een locomotief, er zijn vrij weinig aangedreven achtbanen.

## Geschiedenis
De geschiedenis van achtbaantreinen is nauw verweven met de geschiedenis van de achtbaan in het algemeen. De eerste ijshellingen die als voorloper van de moderne achtbaan worden beschouwd werden gebruikt in combinatie met een slee. In de zomertijd later ook met een plank met wielen.

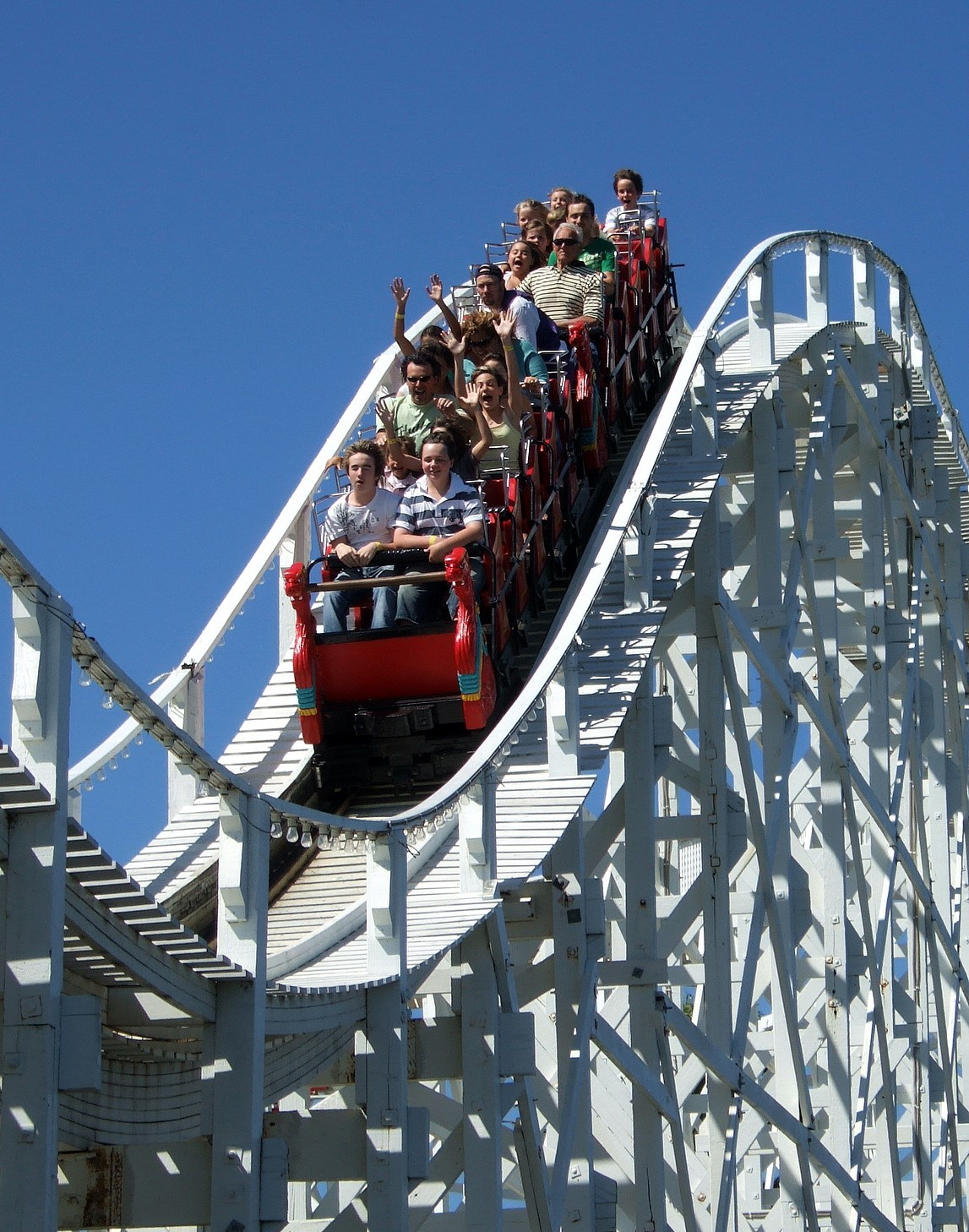
De voormalige achtbaan Scenic Railway in Luna Park Melbourne waarbij de brakeman tussen de twee wagons in staat.

In mei 1883 kreeg Robert Steel een octrooi op een helling met bijbehorende slede, waarbij de slede speciale wielen aan de zijkant heeft die de kar in de rails op de helling houden. Deze zogenaamde side friction wheels worden heden ten dage nog steeds gebruikt in de wielstellen van de meeste achtbanen. Oude achtbanen, zoals Leap-The-Dips in Lakemont Park, gebruiken eenzelfde wielopstelling als in 1883 gepatenteerd door Robert Steel. De achtbaantrein rijdt bij deze zogenaamde zijfrictieachtbanen eigenlijk in een goot en heeft geen beveiliging tegen het loskomen uit de baan. Om te voorkomen dat de trein ontspoort rijdt een brakeman mee die de trein afremt waar nodig.
Om het loskomen van de trein te voorkomen worden zogenaamde upstop wheels gebruikt. Charles H. Alcoke verkreeg op een dergelijk constructie in 1885 patent. In 1889 kreeg Ezra F. Merrill een patent op een constructie waarbij het wielstel kan meedraaien en waar 2 zijfrictiewielen per zijde worden gebruikt. Twee patenten van John A. Miller uit 1912 en 1919 tonen modernere versies van wielstellen die veel gelijkenis vertonen met de gangbare huidige wielopstellingen. In 1963 patenteerde Karl W. Bacon van Disney Imagineering het ontwerp van de Matterhorn Bobsleds, de eerste achtbaan met stalen buizen als rails en achtbaantrein met volledig wielstel.
Met de ontwikkeling van de voertuigen werden ook meer veiligheidsmaatregelen in de voertuigen zelf ontwikkelt. Op 7 juli 1914 werd La Marcus A. Thompson patent verleend op een schootbeugel die passagiers op hun zitplaats hield hoewel de beugel nog niet vergrendeld kon worden. Rudolph C. Illions kreeg in 1928 patent op een schootbeugel met vergrendeling. Met de ontwikkeling van nieuwe achtbaantypen, zoals staande achtbanen, vliegende achtbanen en vierdimensionale achtbanen, werden ook nieuwe veiligheidsbeugels ontwikkeld om de passagiers veilig vast te zetten in de achtbaantrein.
Met het steeds verder ontwikkelen van achtbanen is ook de mogelijkheid toegevoegd om speciale elementen te gebruiken die de rit spectaculairder maken of de berijder de mogelijkheid geven om een foto of film van zichzelf in de achtbaan te laten maken. Het gebruik van onboard muziek kan ook helpen bij het versterken van een bepaald thema, zoals bij Rock 'n' Roller Coaster in diverse Disneyparken.

## Onderstel

### Wielconfiguratie

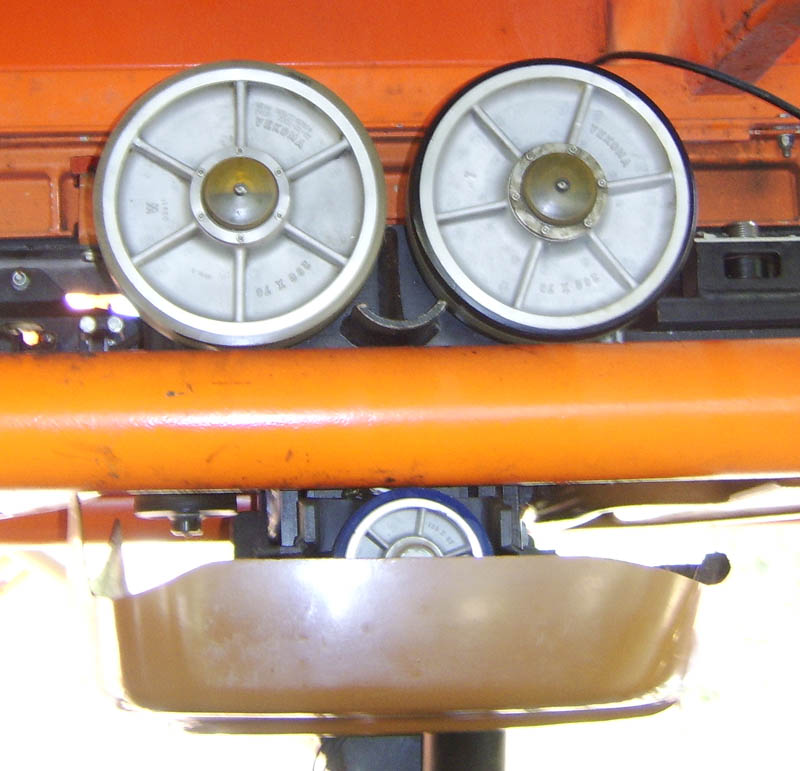
Wielstel van een omgekeerde achtbaan van Vekoma

Achtbanen maken net als treinen gebruik van een draaistel.

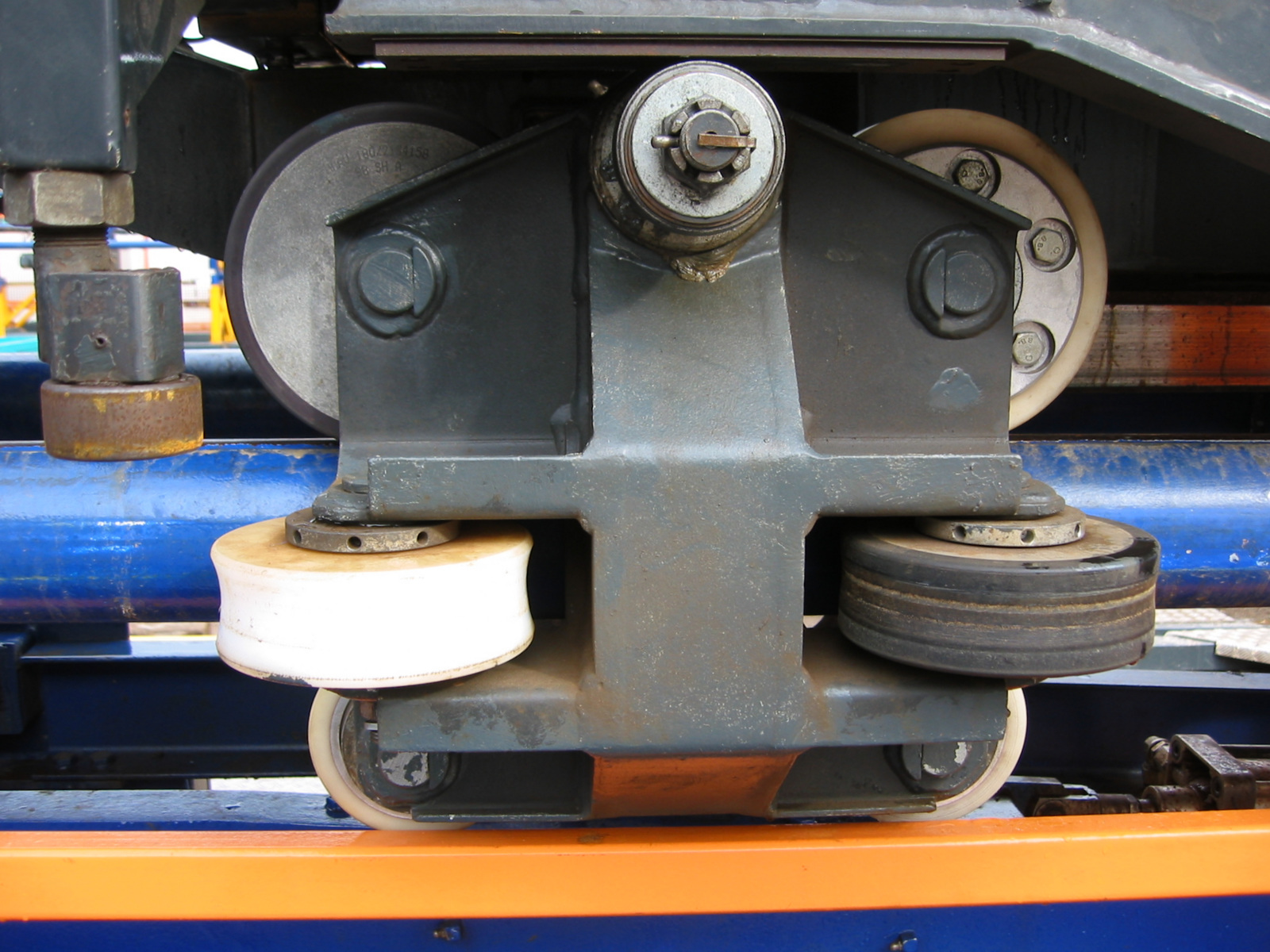
Wielstel van de Spinning Racer van Oscar Bruch

### Draaisteltypen
Afhankelijk van het soort achtbaan, het type rails en bijvoorbeeld de lengte van de achtbaantrein kan worden gekozen voor een bepaalde draaistelconfiguratie. Mindbender in Galaxyland maakt gebruik van 2 draaistellen per wagon terwijl bijvoorbeeld de Python in de Efteling gebruikmaakt van jacobsdraaistellen.

## Passagierscompartiment
Het passagierscompartiment (ook wel Passenger Accommodation Unit) van een achtbaan of attractie bestaat uit een aantal delen. De functie van dit deel van de achtbaantrein is het veilig vervoeren van de passagier en eventueel de meegenomen bagage. Bij achtbanen bestaat het passagierscompartiment altijd uit een zit- of staplaats en een veiligheidsbeugel. 
Afhankelijk van het type zijn er mogelijk extra voorzieningen aan boord. Bij achtbanen staat soms buiten de achtbaan een testunit zodat gasten kunnen proberen of ze in de achtbaan passen. Hiernaast bestaan er per attractie vaak lengtevoorschriften in de vorm van een minimale lengte en soms een maximale lengte.

## Veiligheidsbeugels
Veiligheidsbeugels hebben als functie om de passagier van een achtbaan op zijn of haar plaats te houden tijdens de rit. Zonder veiligheidsbeugels zouden de g-krachten in combinatie met de plotselinge bewegingen mensen anders uit de achtbaantrein kunnen lanceren.

### Schootbeugel

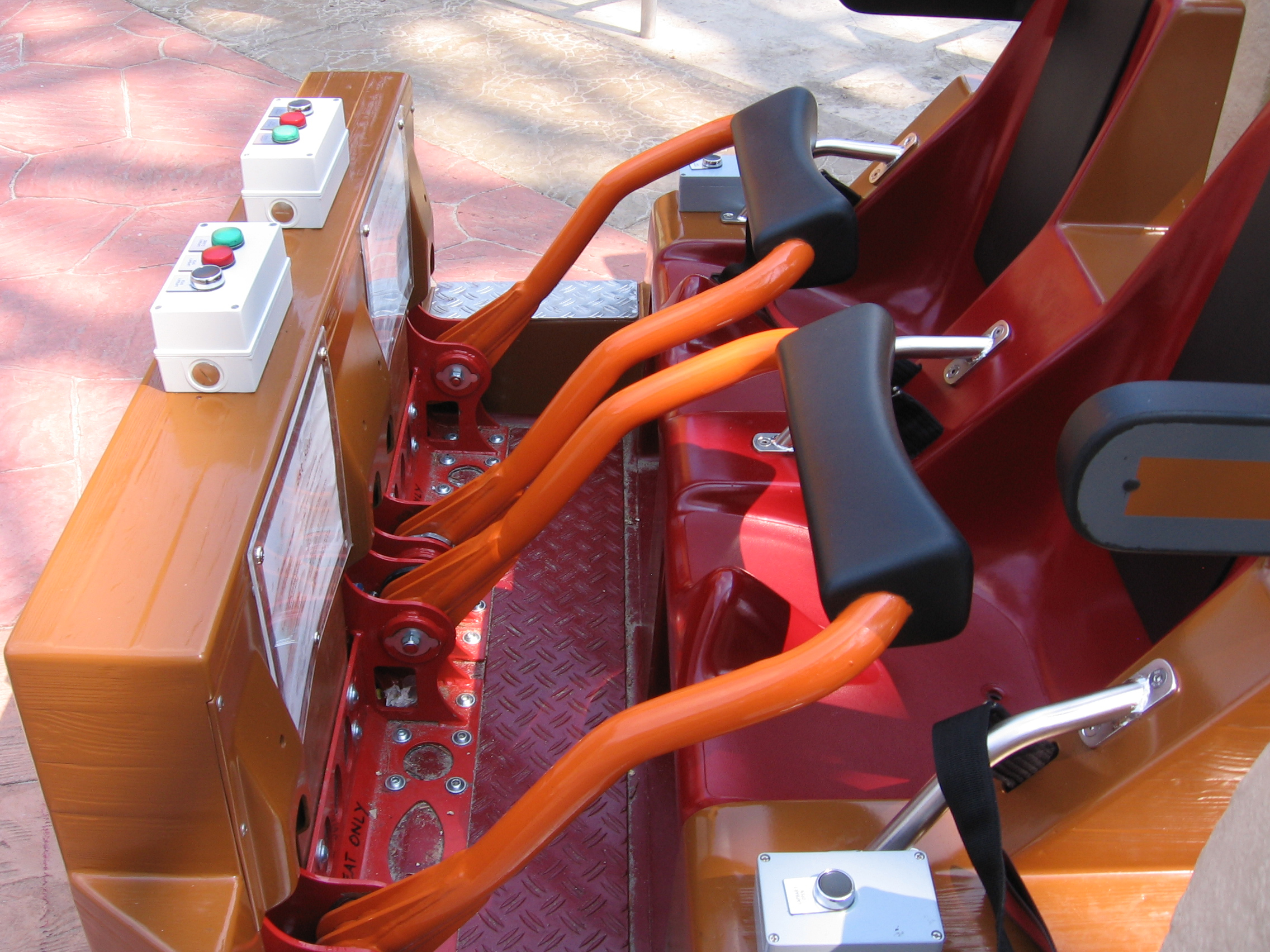
Een teststoel van El Toro in Six Flags Great Adventure met een schootbeugel

Schootbeugels of heupbeugels worden veelal gebruikt bij achtbanen die geen inversies bevatten, zoals houten achtbanen. Toch gebeurt het ook dat banen met een gering aantal inversies gebruikmaken van een schootbeugel, zoals Psyké Underground in Walibi Belgium. Een schootbeugel kan individueel zijn zoals bij bijvoorbeeld Joris en de Draak of Goliath maar ook voor meerdere personen. Schootbeugels voor meerdere personen werden in het verleden gebruikt bij de constructie van achtbanen maar worden tegenwoordig meestal niet meer gebruikt. Een schootbeugel voor meerdere mensen gaat dicht tot hij bij 1 persoon strak zit wat een veiligheidsrisico oplevert voor kleinere of dunnere mensen. Schootbeugels worden ook wel gecombineerd met gordels als meervoudige beveiliging.
Achtbanen met schootbeugels:
- Pegasus(gesloopt) in de Efteling had een schootbeugel voor meerdere personen
- El Toro in Six Flags Great Adventure gebruikt een individuele schootbeugel
- Vogel Rok in de Efteling gebruikt een individuele schootbeugel
- Colorado Adventure in Phantasialand

### Schouderbeugel

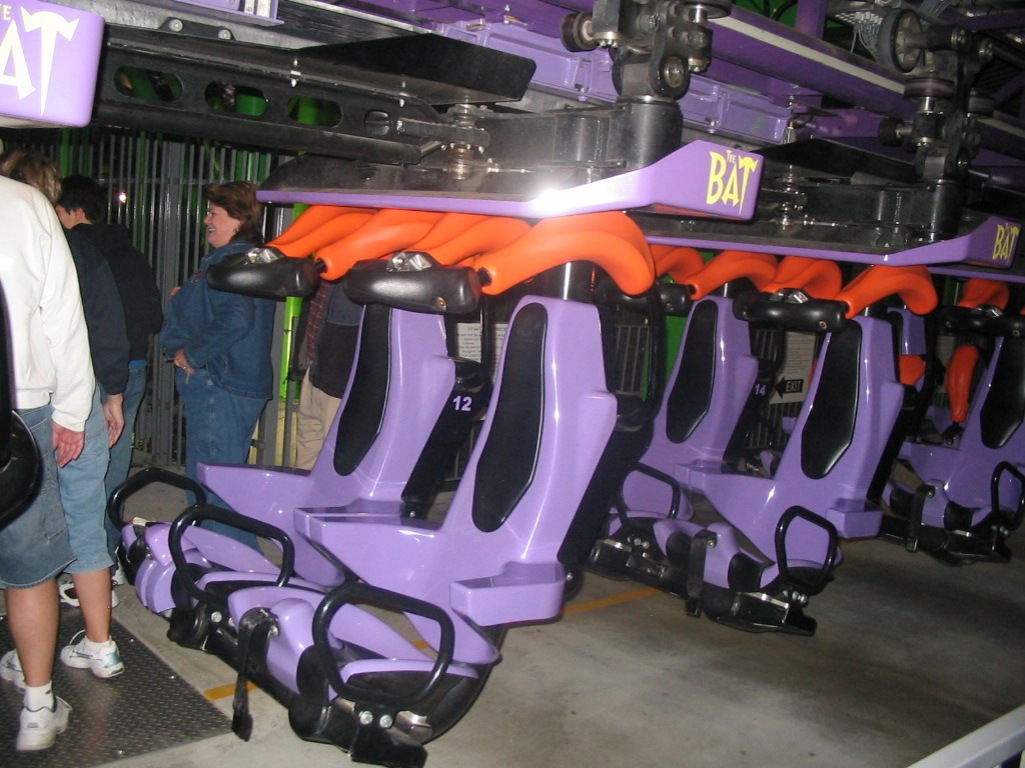
De omgekeerde achtbaan The Bat (Lagoon) gebouwd door Vekoma met schouderbeugel en gordel

In 1977 kreeg Thomas M. Humphries een patent op een schouderbeugel. Tegenwoordig worden schouderbeugels vaak gebruikt in achtbanen die over de kop gaan. Voorbeelden zijn omgekeerde achtbanen en pijplijnachtbanen. Schouderbeugels worden vaak gebruikt en in combinatie met gordels geïnstalleerd.
Voorbeelden van achtbanen met schouderbeugels zijn:
- Python in de Efteling
- Condor in Walibi Holland
- Vampire in Walibi Belgium
- Black Mamba in Phantasialand

### Gordel
Gordels worden vaak in combinatie met andere veiligheidsmiddelen gebruikt. Het voordeel van een gordelsysteem is dat het traploos verstelbaar is en daarom altijd goed passend gesloten kan worden (mits de passagier niet te groot is voor de gordel).
Voorbeelden van achtbanen met gordels zijn:
- Goliath in Walibi Holland maakt gebruik van een individuele schootbeugel en een gordel
- Condor in Walibi Holland maakt gebruik van een schouderbeugel in combinatie met een gordel
- Joris en de Draak(vervanger voor pegasus) in de Efteling maakt gebruik van een individuele schootbeugel en een gordel voor twee personen.

### Andere typen beugels

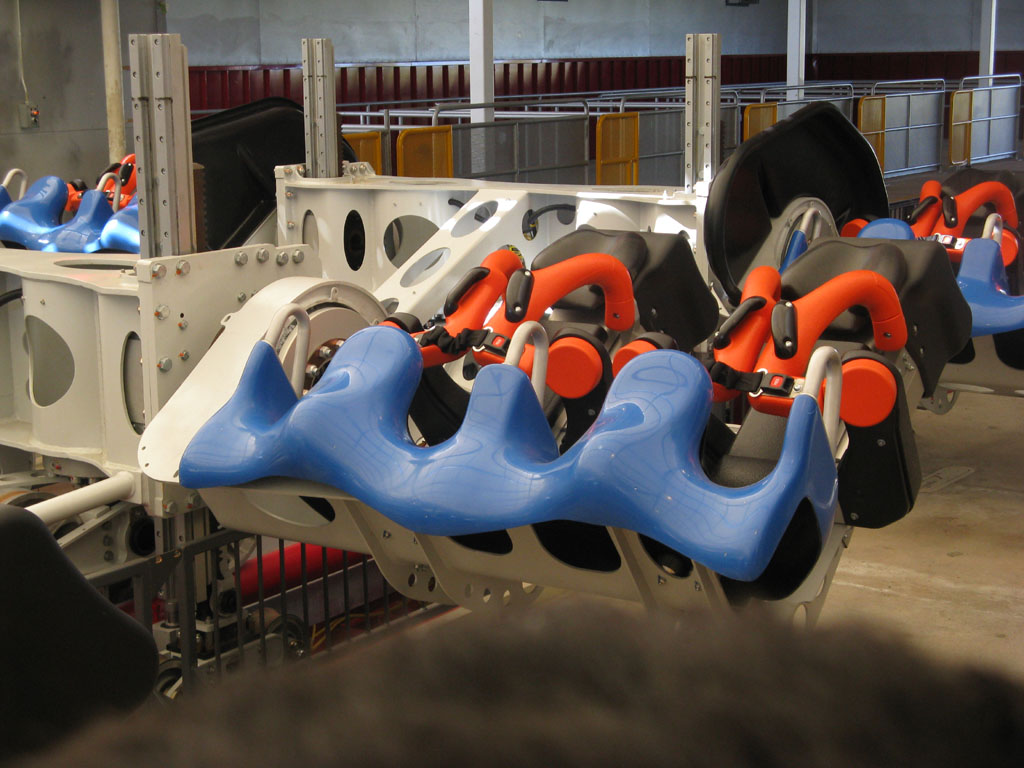
De beugels van X2 (Six Flags Magic Mountain)

Buiten de eerder beschreven beugels zijn er soms nog aanvullende maatregelen genomen. De aanwezigheid hiervan is afhankelijk van het type achtbaan. In vliegende achtbanen kan ook gebruikgemaakt worden van beugels voor de benen/voeten. Een voorbeeld hiervan is Tatsu in Six Flags Magic Mountain. In een staande achtbaan moet voorkomen worden dat de passagiers onderuit kunnen zakken onder invloed van bijvoorbeeld de g-kracht. Bij de Riddler's Revenge in Six Flags Magic Mountain wordt hiervoor gebruikgemaakt van een verstelbaar fietszadel in combinatie met een schouderbeugel.
Buiten de aanvullende maatregelen worden voor sommige achtbanen ook nieuwe beugelsystemen ontworpen. Een voorbeeld hiervan is X2 in Six Flags Magic Mountain waar de beugels bestaan uit 2 scharnierende delen die als een vest sluiten.

## Andere onderdelen

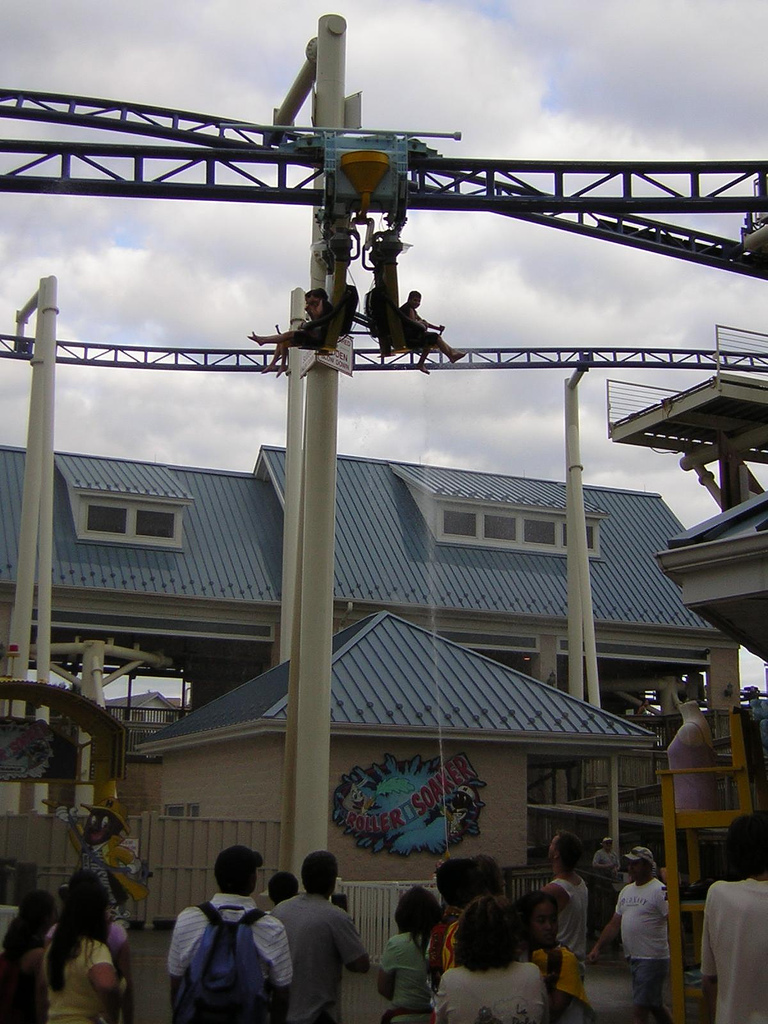
Een achtbaantrein van Roller Soaker in Hersheypark met watertank.

Buiten de eerder beschreven onderdelen kunnen extra functionaliteiten worden ingebouwd. Voorbeelden hiervan zijn:
- Een onboard camera; zoals bijvoorbeeld op de Goliath in Walibi Holland
- Een onboard audiosysteem; zoals bijvoorbeeld op de Vogel Rok in de Efteling en Rock 'n' Roller Coaster in diverse Disneyparken
- Een watertank met dumpklep voor watergevechten; zoals bij Roller Soaker in Hersheypark of Flying Super Saturator in Carowinds
- Een hartslagmeter; zoals bij Blue Fire Megacoaster in Europa-Park

## Naamgeving
De naamgeving van achtbanen valt vaak te herleiden tot het type achtbaantrein.

### Naamgeving naar passagiershouding
Een aantal achtbaantypen zijn vernoemd naar de aan te nemen houding van de personen in het passagierscompartiment. Voorbeelden zijn de staande achtbaan waarbij de passagier rechtop in de achtbaantrein staan en de vliegende achtbaan waarbij de passagiers is een Supermanachtige vlieghouding worden gepositioneerd.

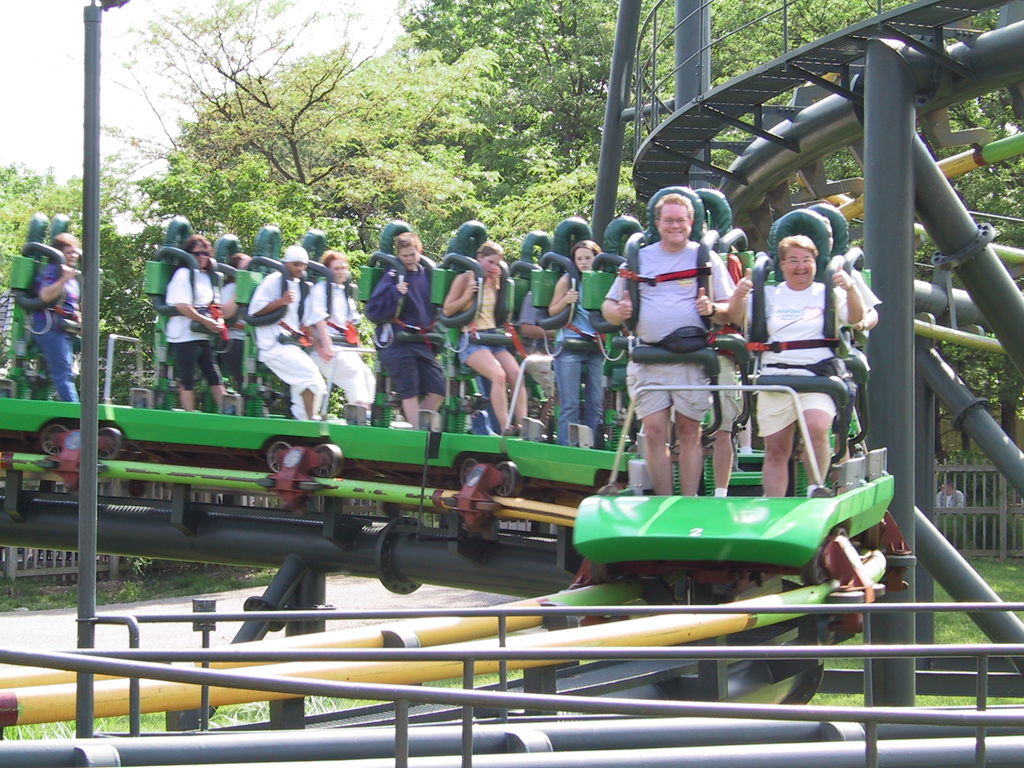
Staande passagiers in de voormalige staande achtbaan King Cobra in Kings Island
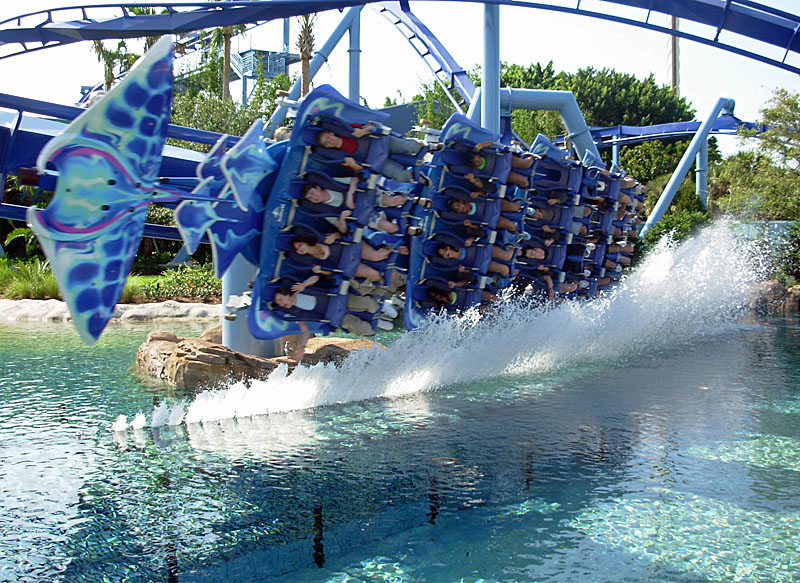
Een achtbaantrein van Manta waarbij de passagiers in vlieghouding hangen.

### Naamgeving naar uiterlijk
Een aantal achtbaantypen is genoemd naar het thema of het uiterlijk van de achtbaantrein. Vaak is de omgeving waarin de tocht wordt uitgevoerd hieraan ook aangepast.
De bobslee-achtbaan heeft een achtbaantrein die gethematiseerd is als bobslee en waarbij de passagiers soms ook in bobslee-opstelling achter elkaar zitten, soms is dit thema ook losgelaten en lijkt alleen de rails op een bobsleebaan (bijvoorbeeld bij de Swiss Bob waar de achtbaantrein niet op een bobslee lijkt). Bij een motorfietsachtbaan bestaat het passagierscompartiment uit miniatuur motorfietsen, om het thema verder te versterken wordt ook vaak gebruikgemaakt van een lancering in plaats van een optakeling. Bij een mijntreinachtbaan is vaak de omgeving, het station, de achtbaantrein en de baanlay-out gethematiseerd, hoewel de naamgeving niet exclusief naar het treinuiterlijk verwijst is de trein wel vaak gethematiseerd als mijnvoertuig.

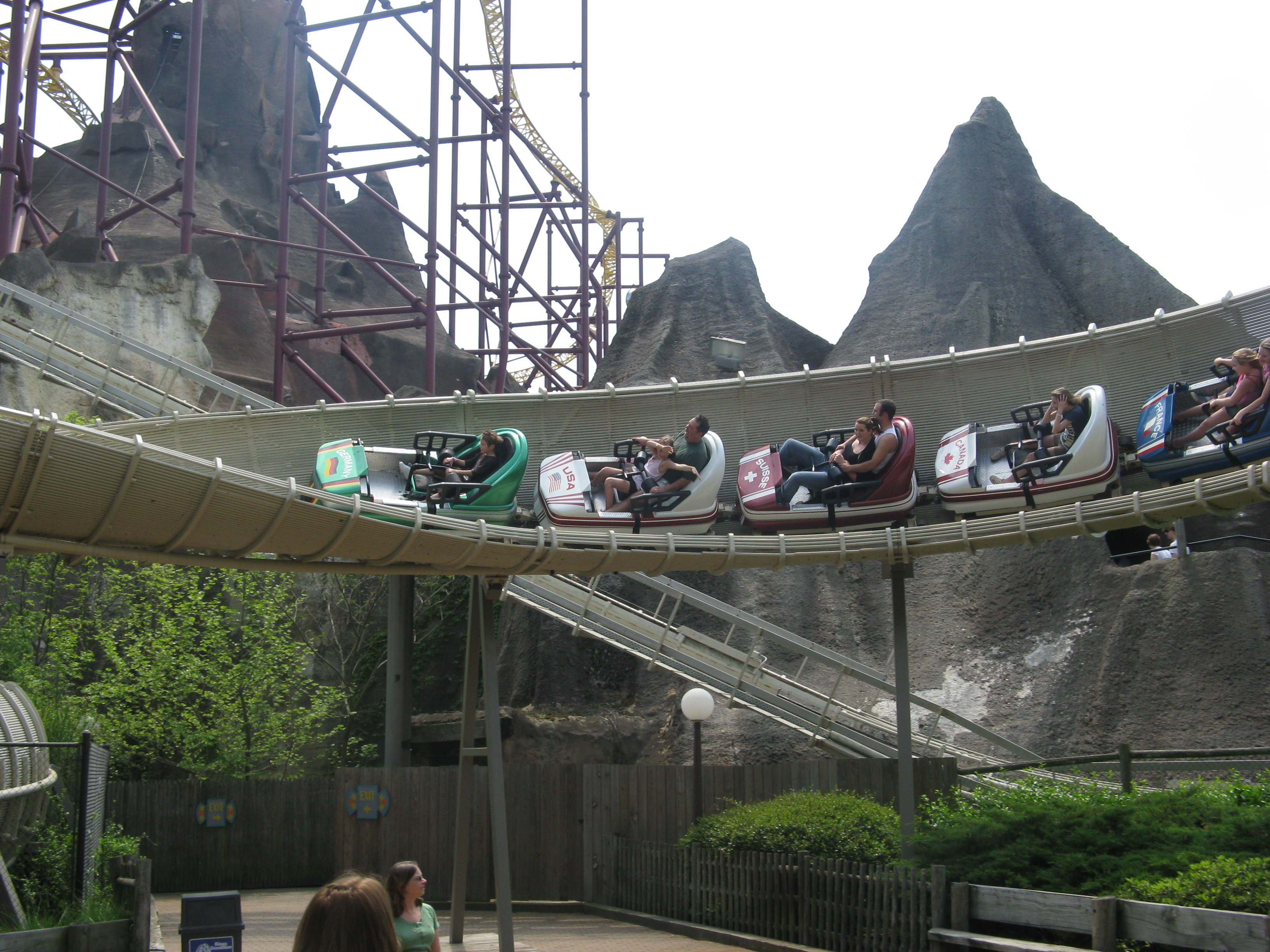
De achtbaantrein van Avalanche in Kings Dominion heeft wagons die lijken op bobsledes
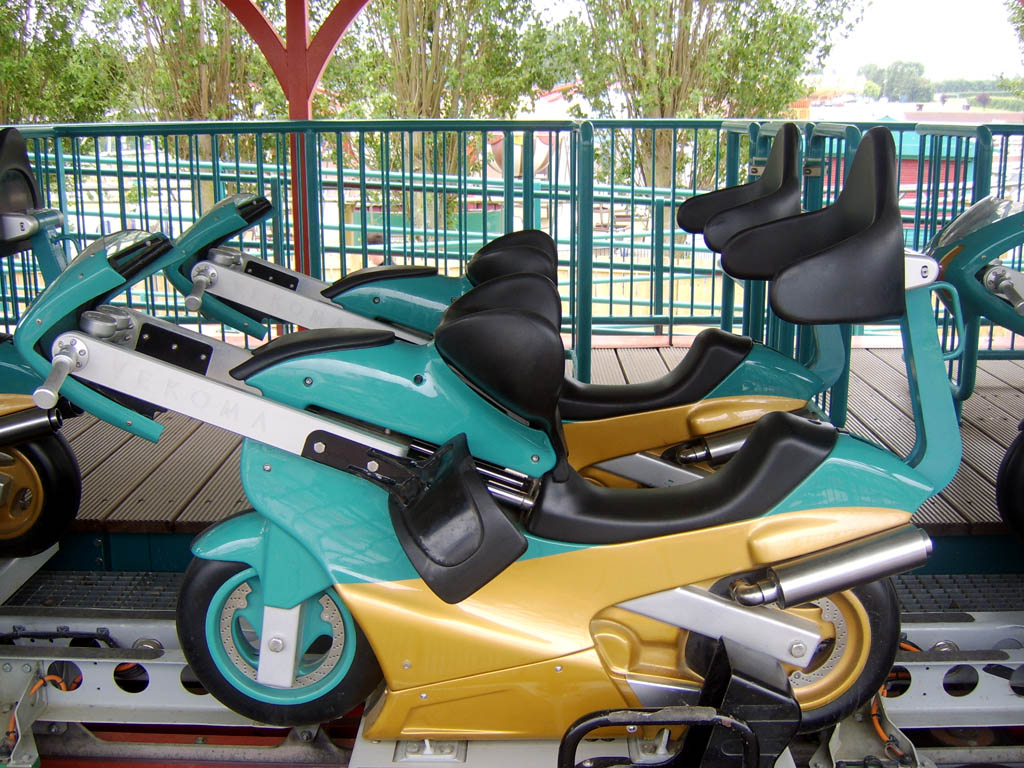
Een achtbaantrein van de motorfietsachtbaan Velocity in Flamingo Land Theme Park & Zoo
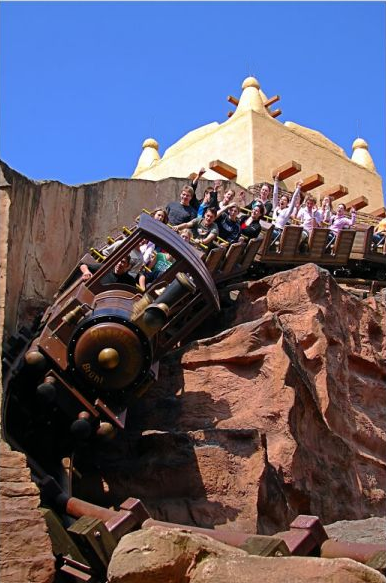
Een achtbaantrein van de mijntreinachtbaan Colorado Adventure in Phantasialand